# Powiat Higashikasugai
Powiat Higashikasugai (jap. 東春日井郡 Higashikasugai-gun) – powiat w Japonii, w prefekturze Aichi.

## Historia[1]

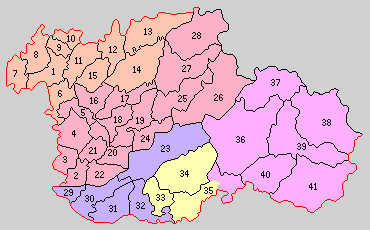
Powiat Higashikasugai (1–41 – 1889 r.)

- Powiat został założony 5 lutego 1880 roku w wyniku podziału powiatu Kasugai na dwa mniejsze[2]. Wraz z utworzeniem nowego systemu administracyjnego 1 kwietnia 1889 roku powiat Higashikasugai został podzielony na 1 miejscowość i 40 wiosek[3].
- 29 stycznia 1892 – wioska Seto zdobyła status miejscowości. (2 miejscowości, 39 wiosek)
- 24 października 1892 – z części wsi 志談村 powstała wioska Kamishidami (上志段味村). (2 miejscowości, 40 wiosek)
- 28 marca 1893 – wioska Kachigawa zdobyła status miejscowości. (3 miejscowości, 39 wiosek)
- 23 stycznia 1894 – z części wsi Sakai powstała wioska Mama. (3 miejscowości, 40 wiosek)
- 18 kwietnia 1894 – część wioski Watari została włączona do wioski Sakai.
- 16 lipca 1906 – miały miejsce następujące połączenia: (4 miejscowości, 12 wiosek)
  - miejscowość Kachigawa, wioski Ajiyoshi, Kasugai, Kashiwai → miejscowość Kachigawa,
  - wioski Ono, Kanira → wioska Toriimatsu,
  - wioski Taraga, Katayama → wioska Takaki,
  - wioski Shimohara, Yawata, Ogita, Hinago (część) → wioska Shinogi,
  - wioski Hinago (część), Fuji, Tamagawa → wioska Kōzōji,
  - wioski Misaka, Utsutsu → wioska Sakashita,
  - miejscowość Komaki, wioski Toyama, Mama, Sakai, Watari → miejscowość Komaki,
  - wioski Ajioka, Iwasaki, Kuboishiki → wioska Ajioka,
  - wioski Ōkusa, Ōno, Ikebayashi, Sue → wioska Shinooka,
  - wioski 印場村, Arai, Yatsushiro → wioska Asahi,
  - wioski Shimoshinano, Kamishinano, Kakegawa → wioska Shinano,
  - wioski Takama, Nijō (二城村), Obata, Ōmori → miejscowość Moriyama,
  - wioski 志談村, Kamishidami → wioska Shidami.
- 1 stycznia 1924 – wioska Shinano zdobyła status miejscowości. (5 miejscowości, 11 wiosek)
- 26 sierpnia 1925 – wioska Akazu i część wsi Asahi zostały włączone w teren miejscowości Seto. (5 miejscowości, 10 wiosek)
- 1 listopada 1928 – wioska Sakashita zdobyła status miejscowości. (6 miejscowości, 9 wiosek)
- 1 października 1929 – miejscowość Seto zdobyło status miasta. (5 miejscowości, 9 wiosek)
- 1 stycznia 1938 – wioska Kōzōji zdobyła status miejscowości. (6 miejscowości, 8 wiosek)
- 1 czerwca 1943 – w wyniku połączenia miejscowości Kachigawa i wiosek Takaki, Shinogi i Toriimatsu powstało miasto Kasugai. (5 miejscowości, 5 wiosek)
- 5 sierpnia 1948 – wioska Asahi zdobyła status miejscowości. (6 miejscowości, 4 wioski)
- 3 maja 1951 – wioska Mizuno została włączona do miasta Seto. (6 miejscowości, 3 wioski)
- 1 czerwca 1954 – miejscowość Moriyama połączyła się z wioską Shidami i zdobyła status miasta. (5 miejscowości, 2 wioski)
- 1 stycznia 1955 – miejscowość Komaki połączyła się z wioskami Ajioka i Shinooka i zdobyła status miasta. (4 miejscowości)
- 1 stycznia 1958 – miejscowości Sakashita i Kōzōji zostały włączone w teren miasta Kasugai. (2 miejscowości)
- 1 kwietnia 1959 – miejscowość Shinano została włączona do miasta Seto. (1 miejscowość)
- 1 grudnia 1970 – miejscowość Asahi zdobyła status miasta i zmieniła nazwę na Owariasahi. W wyniku tego połączenia powiat został rozwiązany.